# Celis (település)
Celis egy település Spanyolországban, Kantábria autonóm közösségben, Rionansa községben. 

## Népesség
A település népessége az elmúlt években az alábbi módon változott: